# Agrilus ika
Agrilus ika – gatunek chrząszcza z rodziny bogatkowatych i podrodziny Agrilinae.
Gatunek ten opisany został w 2019 roku przez Eduarda Jendeka i Wasilija Griebiennikowa na łamach Zootaxa. Jako miejsce typowe wskazano wieś Barana na wyspie Quadalcanal.
Chrząszcz o wrzecionowatym w zarysie ciele długości 5,9–6,6 mm. Wierzch ciała jest wypukły, jednolicie ubarwiony. Głowa wyposażona jest w oczy złożone o średnicy większej niż połowa szerokości ciemienia. Ciemię jest gęsto pomarszczone i ma pośrodkowy wcisk. Czułki mają piłkowanie zaczynające się od czwartego członu i rozprostowane sięgają przednich kątów przedplecza. Przedplecze jest podłużne do kwadratowego, najszersze pośrodku; ma łukowaty i szeroki płat przedni na wysokości kątów przednich, lekko łukowate i z tyłu zafalowane brzegi boczne oraz ostre kąty tylne. Na powierzchni przedplecza występuje pełny wcisk środkowy i para wcisków bocznych. Prehumerus jest rozwinięty w formę żebrowatą. Boczne żeberka przedplecza są umiarkowanie zbieżne. Tarczka jest przysadzista. Pokrywy są w całości owłosione i mają wspólnie łukowaty wierzchołek. Przedpiersie ma łukowato, płytko i wąsko wykrojoną odsiebną krawędź płata oraz płaski, wyraźnie rozszerzony wyrostek międzybiodrowy. Wyrostek międzybiodrowy zapiersia jest płaski. Odwłok ma niezmodyfikowany pierwszy z widocznych sternitów (wentryt) oraz łukowatą wierzchołkową krawędź pygidium. Genitalia samca symetrycznym edeagusem o środkowym płacie znacznie szerszym niż paramery.
Owad orientalny, endemiczny dla Wysp Salomona, znany tylko z miejsca typowego.